# Marie-Isabel Walke
Marie-Isabel Walke (* 12. Dezember 1984 in Magdeburg) ist eine deutsche Schauspielerin, Hörbuchsprecherin und Synchronsprecherin. Sie ist die Tochter von Michael Walke und Zwillingsschwester von Friederike Walke.

## Werdegang
Sie studierte an der Hochschule für Schauspielkunst „Ernst Busch“ Berlin. Während ihres Studiums spielte sie am Berliner Arbeiter-Theater in Die Walküre und am Maxim-Gorki-Theater in dem Stück Ozonkinder. Am Deutschen Theater Berlin spielte sie in Tod eines Handlungsreisenden, Glaube, Liebe, Hoffnung und Kasimir und Karoline.
2007 wirkte sie neben ihrer Zwillingsschwester Friederike Walke in dem Projekt Cupboard Man mit. Ab der Spielzeit 2007/2008–2011 war sie Mitglied des Ensembles des Deutschen Theaters in Göttingen. Dort wirkte sie in zahlreichen Stücken und Lesungen mit. Ihre erste Hauptrolle hatte sie als die Marianne in Geschichten aus dem Wiener Wald. Es folgten u. a. Agnes in Die Familie Schroffenstein und Luise in Kabale und Liebe.
Am 14. Juni 2009 wurde Marie-Isabel Walke der Nachwuchsförderpreis des DT-Fördervereins Göttingen verliehen.

## Theater
- 2005 – Tod eines Handlungsreisenden (Arthur Miller), Regie: Dimiter Gotscheff (Deutsches Theater)
- 2006 – Nibelungen/Walküre, Regie: Alexandra Wilke (Bat-Studiotheater)
- 2006 – Glaube, Liebe, Hoffnung (Ödön von Horváth), Regie: Thomas Dannemann (Deutsches Theater)
- 2006 – Kasimir und Karoline (Ödön von Horváth), Regie: Andreas Dresen (Deutsches Theater)
- 2007 – Ozonkinder (Maxim Gorki) Regie: Michal Zadara (Maxim Gorki Theater)
- 2007 – Die Katze auf dem heißen Blechdach (Tennessee Williams) Regie: Henner Kallmeyer (Deutsches Theater Göttingen)
- 2007 – Faust – nach: Der Tragödie erster Teil (Johann Wolfgang Goethe) Regie: Thomas Bischoff (Deutsches Theater Göttingen)
- 2008 – Richard III. (William Shakespeare) Regie: Mark Zurmühle (Deutsches Theater Göttingen)
- 2008 – Mythos, Propaganda und Katastrophe in Nazi-Deutschland und dem heutigen Amerika (Stephen Sewell) Regie: Joachim von Burchard (Deutsches Theater Göttingen)
- 2008 – Geschichten aus dem Wiener Wald (Ödön von Horváth) Regie: Christina Friedrich (Deutsches Theater Göttingen)
- 2008 – Das letzte Feuer (Dea Loher) Regie: Mark Zurmühle (Deutsches Theater Göttingen)
- 2009 – Frühlings Erwachen (Frank Wedekind) Regie: Alice Buddeberg (Deutsches Theater Göttingen)
- 2009 – Die Familie Schroffenstein (Heinrich von Kleist) Regie: Thomas Bischoff (Deutsches Theater Göttingen)

## Synchronrollen (Auswahl)
Kristen Stewart
- 2024: Love Lies Bleeding als Louise 'Lou' Langston
- 2021: Spencer als Diana
- 2020: Happiest Season als Abby Holland
- 2019: 3 Engel für Charlie.   als Sabina Wilson
- 2018: Zu schön um wahr zu sein - Die JT LeRoy Story als Savannah Knoop

Nathalie Emmanuel
- 2015: Fast & Furious 7 als Megan Ramsey
- 2017: Fast & Furious 8 als Megan Ramsey
- 2021: Fast & Furious 9 als Megan Ramsey

Haley Bennett
- 2014: Kristy – Lauf um dein Leben als Justine Wills
- 2020: The Devil All the Time als Charlotte Russell

Jaicy Elliot
- seit 2018: Grey’s Anatomy als Dr. Taryn Helm
- 2020–2021: Station 19 als Dr. Taryn Helm

Adeline Rudolph
- 2018–2020: Chilling Adventures of Sabrina als Agatha
- 2022: Resident Evil (Realfilmreihe) als Billie Wesker

Florence Pugh
- 2020: Little Women als Amy March
- 2023: Oppenheimer als Jean Tatlock

### Filme
- 2014: Fandango – Ein Freund fürs Leben – Ashley Ann Vickers als Sierra
- 2015: Tracers – Marie Avgeropoulos als Nikki
- 2015: Ich Liebe Dich – Dilwale – Kriti Sanon als Ishita
- 2016: Dirty Grandpa – Aubrey Plaza als Lenore
- 2019: Friedhof der Kuscheltiere – Alyssa Brooke Levine als Zelda
- 2020: 3 Engel für Charlie – Kristen Stewart als Sabina Wilson
- 2021: Spencer – Kristen Stewart als Prinzessin Diana
- 2023: Wish – Nasim Pedrad als Sania
- 2023: Beau Is Afraid – Hayley Squires als Penelope

### Serien
- 2014: Sofia die Erste – Auf einmal Prinzessin – Liliana Mumy als Amy
- 2015: Navy CIS: New Orleans – Yetide Badaki als Felicia Patrice
- 2015: American Crime – Caitlin Gerard als Aubry Taylor
- 2015: Backstrom – Beatrice Rosen als Nadia Paquet
- 2017–2019: GLOW – Britney Young als Carmen Wade
- 2020: Navy CIS: L.A. – Nitya Vidyasagar als Natasha aus Pakistan
- 2021: Why Women Kill – Allison Tolman als Alma Fillcot

## Hörbücher (Auswahl)
- 2017: Carina Bartsch: Nachtblumen, Argon Verlag, ISBN 978-3-8398-9341-8
- 2020: Carina Bartsch: Sonnengelber Frühling (Audible)
- 2021: Stephanie Wrobel: Darling Rose Gold (gemeinsam mit Sabine Arnhold), Hörbuch Hamburg, ISBN 978-3-8449-2516-6
- 2022: Mareike Fallwickl: Die Wut, die bleibt, Argon Verlag, ISBN 978-3-7324-5831-8 (Hörbuch-Download, gemeinsam mit Ulrike Kapfer)
- 2023: Verena Keßler: Eva, Der Audio Verlag, ISBN 978-3-7424-2788-5 (u. a. mit Inka Löwendorf & Jodie Ahlborn)